# Centrală electrică

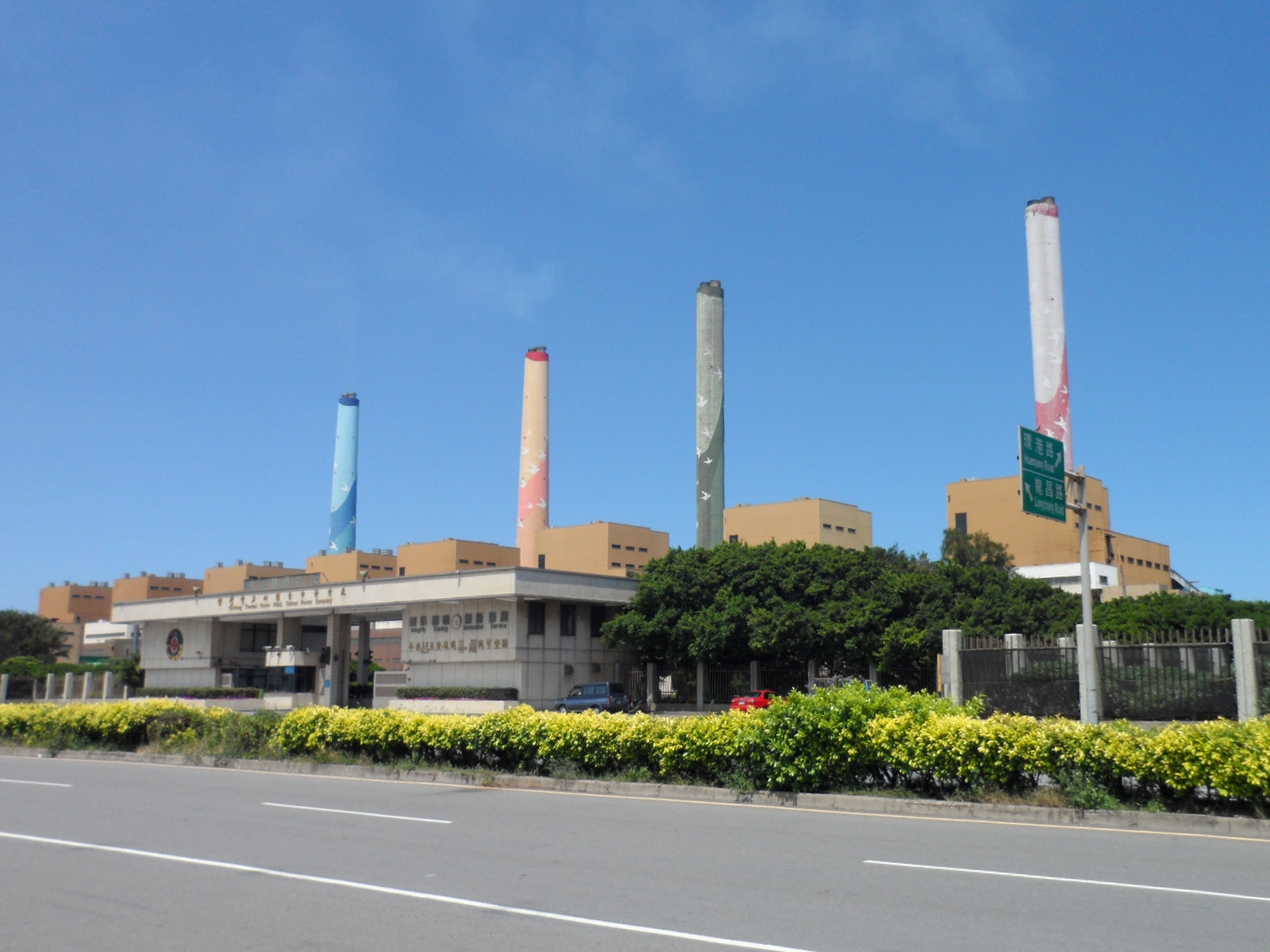
Centrală electrică

O centrală electrică este un ansamblu de clădiri, mașini, aparate, instrumente și conducte, care servesc la producerea energiei electrice cu ajutorul generatoarelor electrice  sau prin conversie directă a energiei solare.

## Clasificare
După felul energiei primare care este convertită în energie electrică centralele se împart în:
- Termocentrale - care convertesc energia termică obținută prin arderea combustibillilor. La rândul lor, acestea pot fi:
  - Centrale termoelectrice (CTE), care produc în special curent electric, căldura fiind un produs secundar;
  - Centrale electrice de termoficare (CET), care produc în cogenerare atât curent electric, cât și căldură, care iarna predomină;
- Centrale nuclearo-electrice (CNE), care convertesc energia termică obținută prin fisiune nucleară;
- Centrale geotermale, care convertesc energia geotermică.
- Centrale hidroelectrice (CHE), care convertesc energia hidraulică;
- Centrale solare, care convertesc energia solară.
- Centrale mareomotrice, care convertesc energia valurilor și mareelor;
- Centrale osmotice, care convertesc energie potențială osmotică;
- Centrale eoliene, care convertesc energia vântului.

După regimul în care funcționează, centralele electrice se clasifică în:
- Centrală de bază, care alimentează continuu o rețea electrică.
- Centrală de rezervă, care alimentează o rețea electrică în cazul scoaterii din serviciu a centralei de bază.
- Centrală de vârf, care furnizează unei rețele electrice un supliment de putere când cererea depășește (de obicei la orele de vârf) puterea instalată a centralei de bază.